# Dugesia bifida
Dugesia bifida és una espècie de triclàdide dugèsid que habita a la conca hidrogràfica de l'alt Tsiribihina, Madagascar. El nom específic, que prové de l'adjectiu llatí bifidus (partit en dues parts), fa referència al peculiar oviducte comú d'aquesta espècie que es divideix en dues branques, cadascuna de les quals s'obre al canal de la bursa independentment.
Es tracta d'una espècie força diferent a la resta d'espècies del mateix gènere. D. bifida presenta un cap amb aurícules lleugerament arrodonides, el recorregut dels oviductes és peculiar, incloent la presència d'una extensió posterior comuna. L'apertura asimètrica dels vasos deferents es dona a aproximadament la meitat de la vesícula seminal. A més a més, D. bifida es caracteritza pel recorregut en posició ventral del conducte ejaculador amb una apertura terminal a la papil·la peniana, unes vesícules espermiductes molt llargues i uns cocoons o ous sense pedicel. Els individus coneguts presenten un complement cromosòmic diploide amb 18 cromosomes.

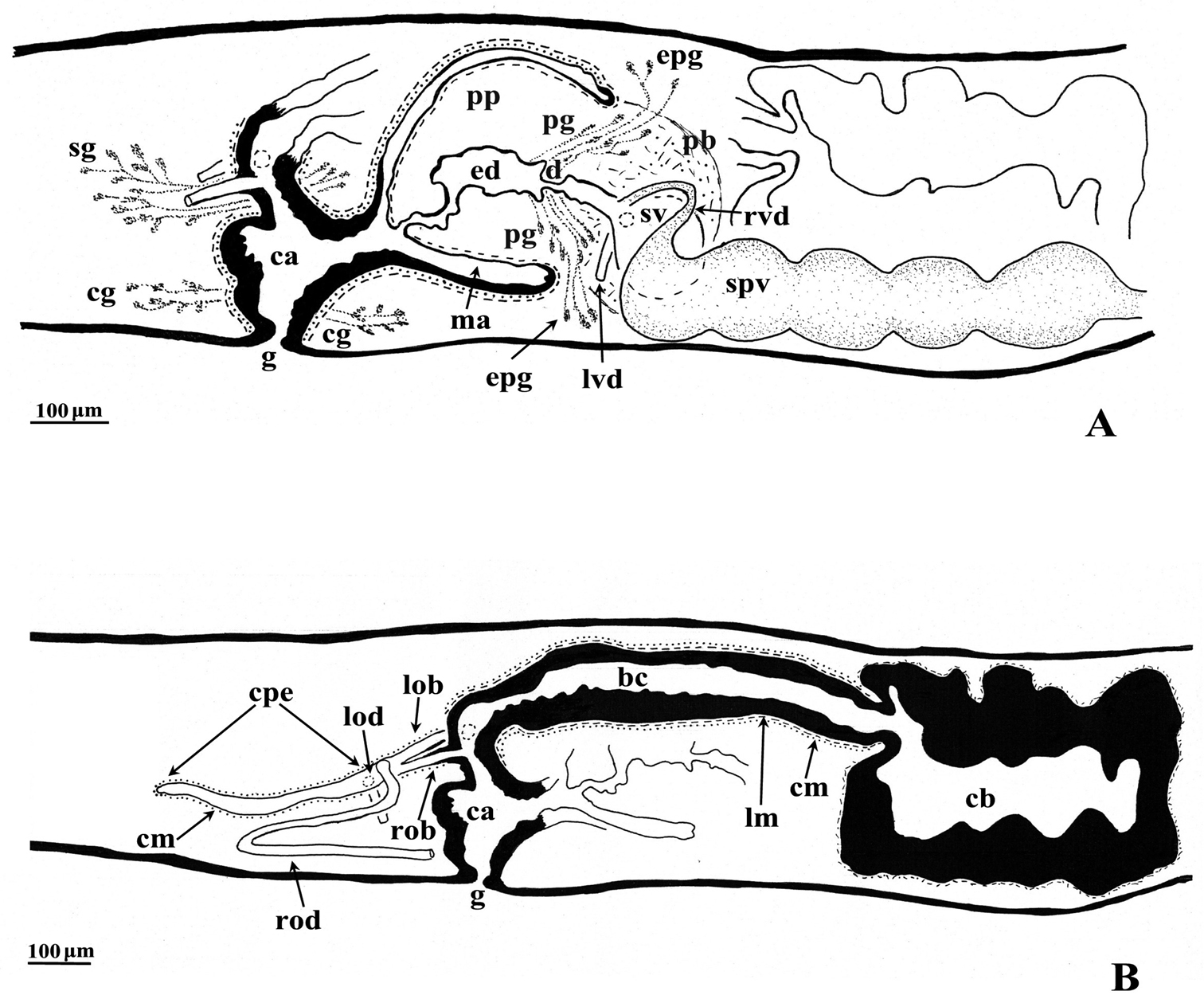
Reconstruccions sagitals de l'aparell copulador de D. bifida (anterior a la dreta); A, aparell copulador masculí; B, aparell copulador femení.